# Вальреас (кантон)
Вальреа́с (фр. Valréas) — кантон во Франции, находится в регионе Прованс — Альпы — Лазурный Берег. Департамент кантона — Воклюз. Входит в состав округа Авиньон. Население кантона на 2006 год составляло 14001 человек. 
Код INSEE кантона — 8422. Всего в кантон Вальреас входят 4 коммуны, из них главной коммуной является Вальреас.

## Коммуны кантона

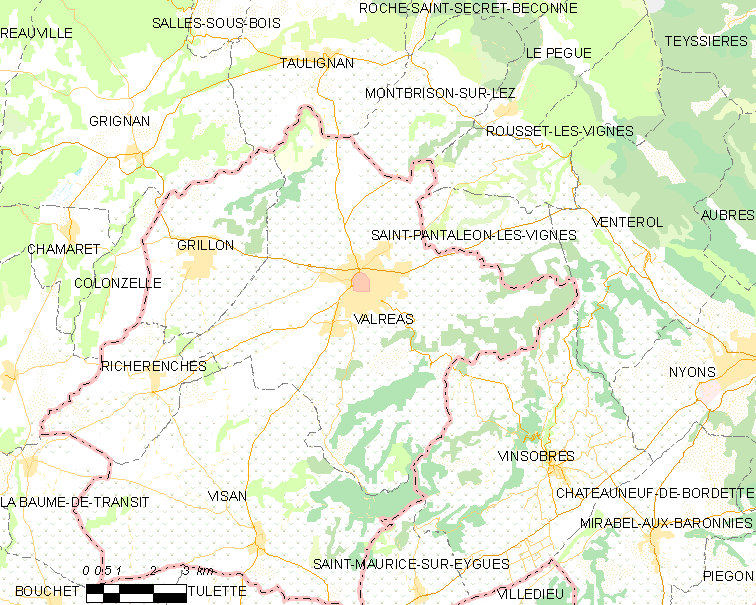
Карта кантона.

| Коммуна  | Население | Почтовый индекс | Код INSEE |
| -------- | --------- | --------------- | --------- |
| Грийон   | 1700      | 84240           | 84099     |
| Ришранш  | 691       | 84240           | 84009     |
| Вальреас | 9732      | 84120           | 84010     |
| Визан    | 1878      | 84120           | 84014     |